# Шарлот, Владимир Михайлович
Шарлот Владимир Михайлович (род. 31 января 1933, Орёл, Центрально-Чернозёмная область) — русский советский писатель, журналист, литературовед. Член Союза писателей России. Почетный гражданин Новокуйбышевска (2015).
Автор книг и публикаций по истории Новокуйбышевска. Краеведу принадлежит около 24 тыс. заметок, корреспонденций, очерков, интервью, большая часть которых связаны с историей, экономикой и культурой Новокуйбышевска.
На новокуйбышевском городском радио «Экспресс-FM» вел цикл передач об истории города.
Член Союза журналистов РФ и Союза российских писателей.

## Биография
Родился 31 января 1933 году в Орле в семье служащих. Мать погибла вместе со своим отцом в 1942 в Орле при расстреле евреев, жителей города. В 1941 году Владимира с бабушкой эвакуировали из Орла на Урал, в посёлок Ревда Свердловской области.

Отца Владимира, по образованию педагогом, призвали в армию в 1941 году. 

Потом он везде разыскивал меня и мою маму. Ему не удалось нас найти. И он решил, что мы погибли. А погибнуть мы могли, потому что Орел немцы много раз бомбили. А мы тоже ничего не знали об отце. Потом, уже будучи в Куйбышеве, он случайно узнал от знакомой женщины из Орла, что я жив, что был эвакуирован, и приехал за мной в Ревду. В это время, в 1944-м, отец вместе с военными строителями участвовал в возведении в Куйбышеве эвакуированного из Москвы 4 ГПЗ. С жильём было тогда туго. Отец жил прямо на территории завода, он работал парторгом транспортного цеха. А я жил у отца в кабинете. Когда Орел освободили, мы вернулись туда разыскивать мою маму. Получилось так, что она вместе с дедушкой осталась в оккупированном немцами городе. Я узнал, что мама погибла в 1942-м — и дедушка тоже. Она была еврейкой. А евреев немцы уничтожали. В Орле их было расстреляно полторы тысячи. Об этой трагедии у меня тоже есть документальная книга, в конце которой опубликован список погибших. — Шарлот Владимир Михайлович
В Самаре живёт с 1944 года.
В 1955 году — закончил нефтяной факультет Куйбышевского индустриального института.
Работал инженером, старшим инженером в проектных и научно-исследовательских институтах («Гипронефтезаводы» (г. Куйбышев), новокуйбышевский филиал «Гипрокаучук»).
В 1969 году — получил диплом заочное отделение журналистики Казанского университета.
В 1959—1965 годах работал на Куйбышевском нефтеперерабатывающем заводе и других предприятиях нефтепереработки и нефтехимии. Затем заведующий отделом новокуйбышевской городской газеты «Знамя коммунизма», редактор многотиражной газеты треста № 25.
В 1980—1988 годах заместитель редактора газеты «Знамя коммунизма», в 1988—1994 гг. редактор новокуйбышевской газеты «Вестник».
Избирался народным депутатом Новокуйбышевского городского Совета.
С 1988 года возглавляет новокуйбышевское городское литературное объединение.
Имеет первый разряд по шахматам.

## Награды
- Медали «За доблестный труд» и «Ветеран труда»[1].
- Лауреат областных журналистских конкурсов «Золотое перо губернии» (1980, 2004, 2007, 2016)[11].
- Заслуженный работник культуры РФ (2005)[1].
- Почётный знак «За заслуги перед городом Новокуйбышевском» (2012)[12].
- Почётный знак «Честь. Достоинство. Профессионализм» (2020)[13].